# 大学生士兵的故事
《大学生士兵的故事》，2011年中国大陆播出的电视剧，导演尚敬，主演王磊、徐海乔、顾宇峰、孙晓鹏。
2011年第28届中国电视剧飞天奖，系列电视剧二等奖。

## 剧情
该剧讲述一群大学生士兵组建的“新兵连”的女兵和男兵的故事。

## 演出
| 演员   | 角色       | 备注 |
| 沙溢   | 沙排长     |      |
| 毛孩   | 毛班长     |      |
| 刘芸杉 | 莎莎       |      |
| 刘亚津 | 魏语休父亲 |      |
| 张绍荣 | 莎莎父亲   |      |
| 李晓强 | 三舅       |      |
| 洪剑涛 | 徐父       |      |
| 张国丰 | 魏语休母亲 |      |
| 张建新 | 余丰母亲   |      |

## 制作
该剧里有林永健、高亚麟、闫妮、殷桃、姜超等客串。